# Serafim de Freitas
Franciscus Serafim de Freitas (également Seraphim ou Seraphinus ; c. 1570 – 8 mars 1633) est un juriste canoniste portugais.

## Biographie
Franciscus Serafim de Freitas nait à Lisbonne vers 1570,. Il fréquente une école jésuite à Santo Antão (peut-être Évora ) puis l'Université de Coimbra, où il devient docteur en droit canonique le 25 octobre 1595   ou 1598,. De Freitas enseigne le droit canonique à l'Université de Valladolid . Membre de l'Ordre de la Bienheureuse Vierge Marie de la Miséricorde, il est nommé représentant des ordres militaires du Portugal dans le royaume de Castille .
Il meurt à Madrid le 8 mars 1633 ,.

## Œuvres
Il est l'auteur du livre intitulé « De iusto imperio Lusitanorum asiatico », publié à Valladolid en 1624, dans lequel il réfute les théories d'Hugo Grotius présentées dans Mare Liberum . Dans « De iusto imperio », il défend la donation papale, deux séries de bulles par lesquelles les papes Nicolas V, en 1454, et Alexandre VI, en 1493, prétendent donner aux monarques catholiques du Portugal et d'Espagne, respectivement, la prérogative d'explorer les Amériques,. Une traduction française du « De iusto... », par Alfred Guichon de Grandpont est publiée en 1882.

## Liens extérieurs
- Guillaume Calafat, Une mer jalousée. Contribution à l’histoire de la souveraineté (Méditerranée, XVIIe siècle), Paris, Seuil, 2019
- Vieira, « Mare Liberum vs. Mare Clausum: Grotius, Freitas, and Selden's Debate on Dominion over the Seas », Journal of the History of Ideas, vol. 64, no 3,‎ juillet 2003, p. 361–377 (DOI 10.2307/3654231, JSTOR 3654231)

- VIAF
- ISNI
- BnF (données)
- IdRef
- LCCN
- GND
- CiNii
- Pays-Bas
- Israël
- NUKAT
- Vatican
- Croatie
- Portugal
- WorldCat